# Yponomeuta helicella
Yponomeuta helicella is een vlinder uit de familie van de stippelmotten (Yponomeutidae). De wetenschappelijke naam van de soort werd in 1842 gepubliceerd door  Christian Friedrich Freyer.